# Marvin Fuchs
Marvin Fuchs (15 marzo 1998) è un giocatore di football americano tedesco che gioca come wide receiver per i Saarland Hurricanes.